# Mauremys leprosa
El galápago leproso (Mauremys leprosa) es una especie de galápago semiacuático de la familia Geoemydidae, es la tortuga acuática autóctona de la península ibérica junto a Emys orbicularis, común sobre todo en el sur de España. Vive en masas de agua dulce como ríos o pantanos. Puede también encontrarse esta especie en Portugal, el sur de Francia, Marruecos, Argelia y Túnez. Su conservación se enfrenta a los problemas de la degradación de su hábitat, de su captura como mascota y de la competencia de especies introducidas por el hombre como la tortuga de orejas rojas. 
Durante un tiempo se consideró una subespecie de Mauremys caspica (también llamada Clemmys caspica). Por ello también es conocida como Mauremys caspica leprosa.[cita requerida]
Es carnívora, se alimenta básicamente de otros animales (ranas, tritones, caracoles, insectos, gusanos, pequeños crustáceos, pequeños peces, sanguijuelas, etc.) aunque puede ingerir alimento de origen vegetal y solo suelen salir del agua para tomar el sol y rara vez, para investigar su terreno.[cita requerida]

## Taxonomía
Tiene descritas dos subespecies:
- M. l. leprosa (Schweiger, 1812)
- M. l. saharica Schleich, 1996

## Descripción
Tiene un caparazón de color verde pardo o marrón. Es aplanado, con la quilla vertebral ligeramente patente. Su plastrón es amarillo, en ocasiones con manchas negras. Algunos ejemplares tienen también unas líneas amarillentas, anaranjadas o rojizas en el cuello.
Schweigger describió esta especie en 1812, el calificativo de leproso se debe a que los primeros ejemplares que examinó eran viejos y presentaban suturas infectadas en los caparazones que hacían recordar a una suerte de lepra entre las escamas. Estas tortugas suelen tener un aspecto muy desgastado y sucio que refuerza ese nombre: suelen crecer algas sobre el caparazón y tener el caparazón y la piel desgastados. Además los ejemplares juveniles suelen tener manchas anaranjadas o rojizas en escudos y patas, que pueden recordar a ulceraciones o similares.

### Dimorfismo sexual

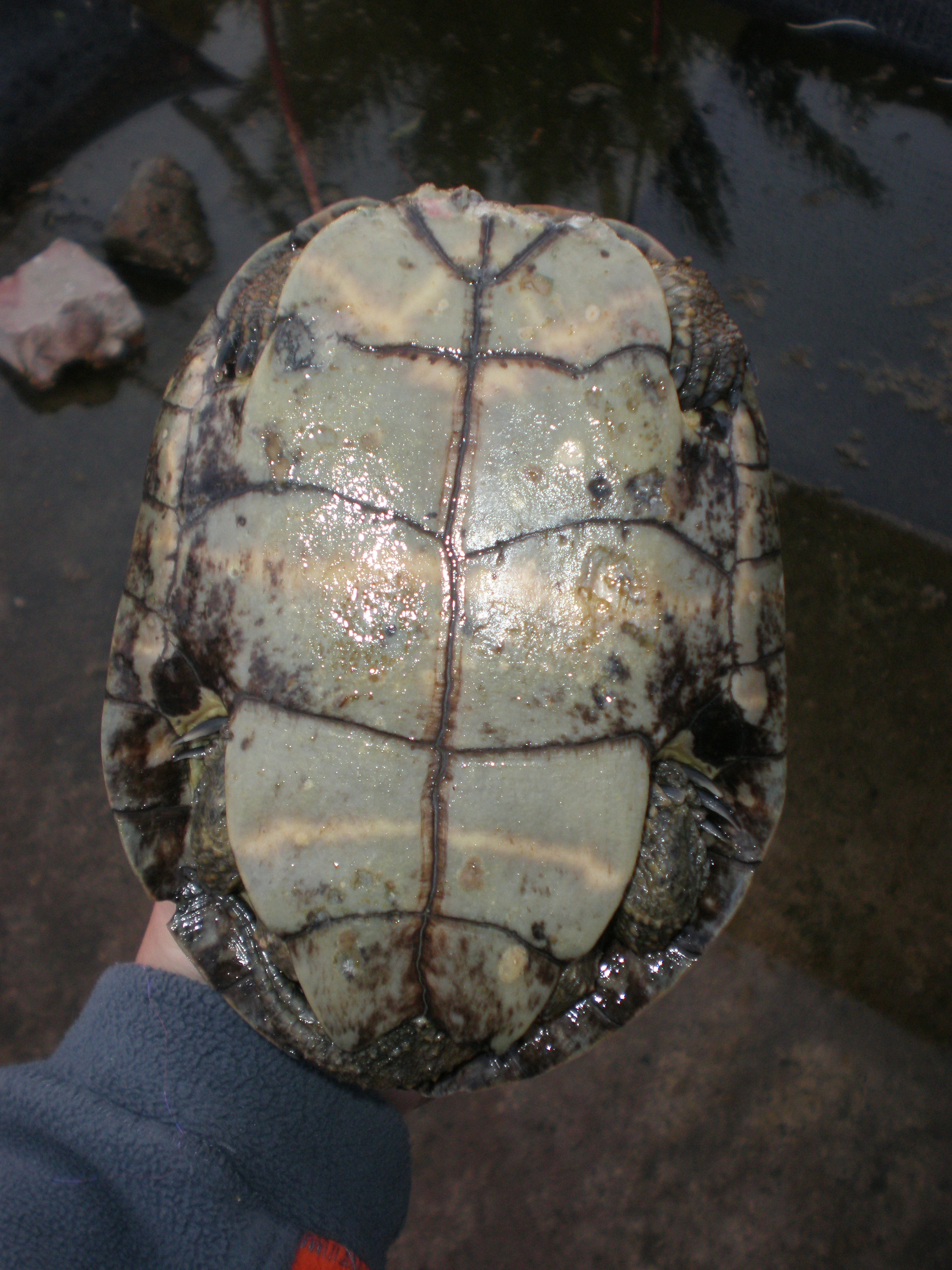
Placas ventrales.

Presenta dimorfismo sexual, los machos son más pequeños que las hembras y tienen las uñas de las patas delanteras más largas, la cola más larga y gruesa, con la cloaca más alejada del cuerpo. Su plastrón (parte inferior del caparazón) es cóncavo. Las hembras tienen el plastrón plano, ponen y entierran de tres a quince huevos (es muy variable) que se incuban solos mediante la temperatura del suelo. La cáscara de estos es dura y las madres los entierran en suelos blandos. Cuando estos eclosionan, las crías suelen medir dos o tres centímetros.

## Comportamiento
Estas tortugas son casi completamente acuáticas, pero a veces dejan el agua para descansar y tomar el sol, ya que como son de sangre fría, necesitan tomar estos baños de sol para regular su temperatura. 
Estos reptiles son excelentes nadadores. Durante el día buscan presas para alimentarse e intentan capturarlas. Suelen estar alerta de los depredadores y de la gente y generalmente se asustan y huyen de ellos. Las tortugas suelen lanzarse de forma frenética de las rocas o de los lugares donde estén descansando si algo potencialmente peligroso se acerca a ellas. Durante el día, acostumbran salir del agua, para tomar el sol hasta que estén secas y calientes para regular su temperatura, después se zambullen de nuevo y se refrescan, y vuelven a salir del agua para tomar el sol.

### Hibernación
Estas tortugas pueden hibernar en el fondo de charcas o lagos poco profundos durante los meses de invierno. Durante esta época, con el frío, las tortugas entran en un estado de sopor denominado precisamente hibernación, durante el cual dejan de comer y defecar, prácticamente no se mueven y su respiración se detiene, mientras que el intercambio gaseoso se produce por la cloaca, muy vascularizada.

### Reproducción
El cortejo y las actividades que conlleva el apareamiento ocurren entre marzo y julio, y se llevan a cabo bajo el agua. Durante el cortejo, el macho nada alrededor de la hembra y comienza a sacudir o batir sus extremidades delanteras frente a la cara de la hembra, aparentemente tratando de acariciarla.[cita requerida] La hembra continuará nadando hacia el macho y si acepta su proposición, comenzarán el apareamiento. Si no acepta, puede hasta iniciar una pelea con el macho. El cortejo puede durar sólo 45 minutos, pero el apareamiento en sí normalmente lleva 3 horas, a veces el macho es tan agresivo que puede matar a la hembra.[cita requerida]
En ocasiones un macho aparentemente estará cortejando a otro macho. Esto en realidad es un gesto de dominio y los machos pueden empezar a luchar. Las tortugas jóvenes pueden llevar a cabo la danza de cortejo, pero hasta que no cumplen los 5 años de edad no han madurado sexualmente y son incapaces de aparearse.[cita requerida]
Después del apareamiento, la hembra pasará más tiempo tomando el sol con el fin de mantener calientes a los huevos. El periodo promedio hasta que pone los huevos es de unos dos meses, pero si la hembra no encuentra un lugar adecuado para colocar sus huevos, puede durar más. Una hembra puede poner de 2 a 20 huevos. Además puede tener varias puestas en una misma temporada de apareamiento. Dependiendo de varios factores, cada puesta se distanciará de dos a cuatro semanas de las otras. Durante las dos últimas semanas antes de poner los huevos, la hembra pasará menos tiempo en el agua, olfateando y escarbando en la tierra. Esto indica que está buscando un lugar apropiado para poner sus huevos. Para hacer el nido, la tortuga excavará cuidadosamente un hoyo en el sitio elegido con sus patas traseras y depositará ahí sus huevos.[cita requerida]
Los huevos, de exterior un tanto rugoso, nacerán de 80 a 85 días después de que ser enterrados. La tortuga abrirá el cascarón con el diente de huevo que se cae una hora después de haber nacido y nunca vuelve a crecer. Si la tortuga no se siente segura, permanecerá dentro del cascarón después de abrirlo por uno o dos días más. Si son forzadas a salir del cascarón antes de que estén listas, regresarán a él si les es posible.[cita requerida] Cuando decidan abandonar el cascarón, tendrán un pequeño saco pegado a su barriga. Este contiene los residuos de lo que le sirvió para alimentarse durante el periodo de incubación. El saco se cae solo, y cuando sucede se puede notar una pequeña herida en el caparazón de la tortuga. Esta sanará por sí misma.

### Alimentación

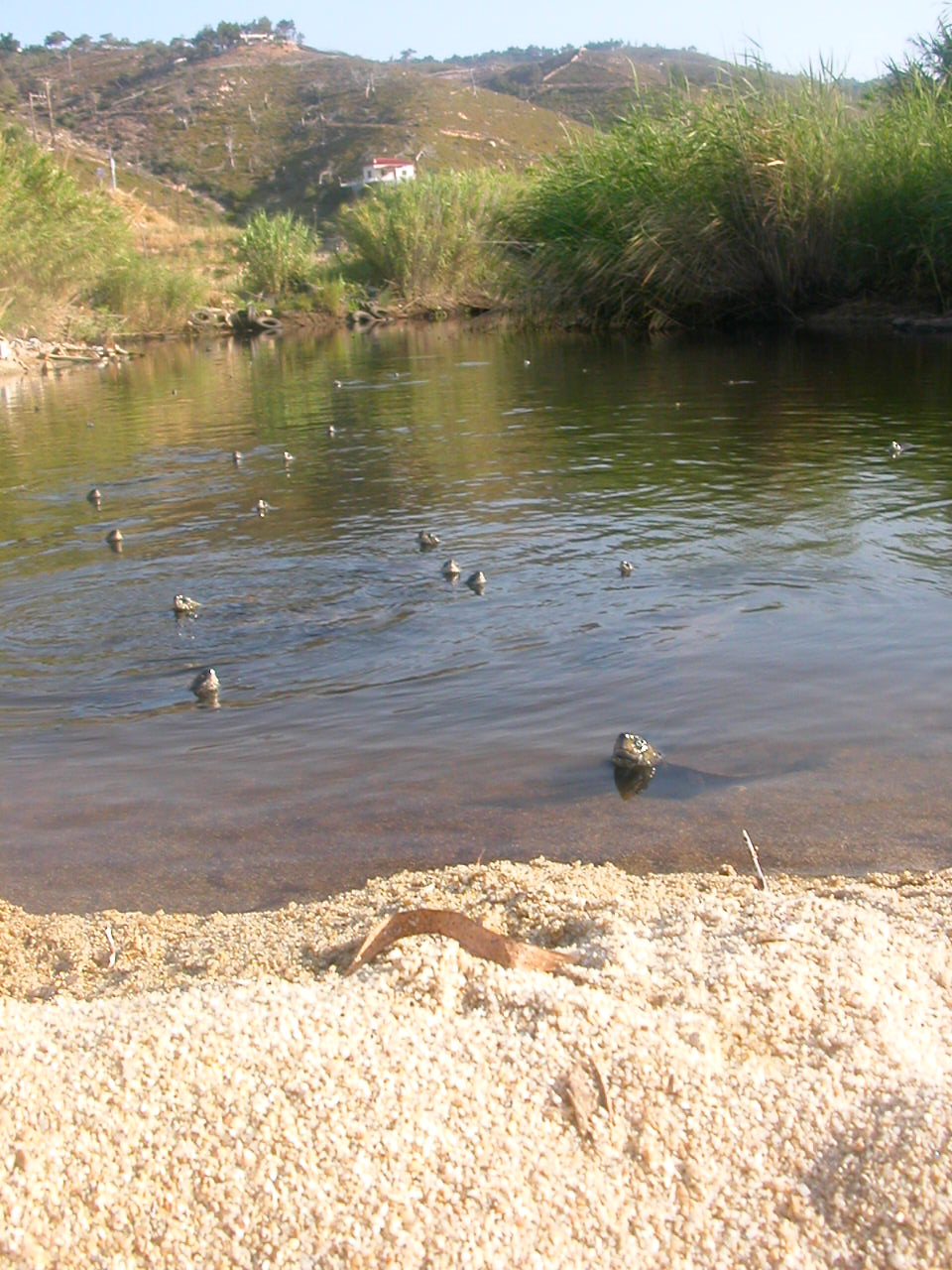
Hábitat de Mauremys leprosa.

Los galápagos leprosos son omnívoros.
Las tortugas más jóvenes tienden a ser carnívoras (comen más proteína animal), y cuando crecen se vuelven más herbívoras. Cuando son menores de 3 años, necesitan muchas proteínas pues están en una etapa crucial de su crecimiento. Suelen alimentarse de grillos, caracoles de agua, gambusia, lombrices de tierra y otros pequeños animales.
Los Galápagos necesitan estar en el agua para tragar la comida ya que no producen saliva.[cita requerida] Pueden tomar alimentos que estén en tierra pero se los llevarán dentro del agua para consumirlos.[cita requerida]

## Salud
Los reptiles son portadores asintomáticos de las bacterias del género Salmonella.[cita requerida]

## Conservación
La destrucción de su hábitat, su captura para tenerla en cautividad y la competencia de especies tropicales introducidas (como la tortuga de orejas rojas) son los problemas a los que se enfrenta esta especie. Por este motivo, goza de una protección especial por parte de la Unión Europea y de la Convención de Berna.[cita requerida]